# Курима (село)
Курима (словац. Kurima) — село и одноимённая община в округе Бардеёв Прешовского края Словакии.

## История
Впервые упоминается в 1270 году.
В селе есть римо-католический костел, построенный в 14 веке.

## Население
| Год:                | 1994 | 2004    | 2014    | 2024    |
| ------------------- | ---- | ------- | ------- | ------- |
| Количество человек: | 1033 | 1072    | 1127    | 1125    |
| Разница:            |      | +3,77 % | +5,13 % | −0,17 % |

В селе проживает 1126 человек.
Национальный состав населения (по данным последней переписи населения 2001 года):
- словаки — 90,71%
- цыгане — 8,54%
- русины — 0,09%
- украинцы — 0,09%
- чехи — 0,09%

Состав населения по принадлежности к религии состоянию на 2001 год:
- римо-католики — 96,25%,
- греко-католики — 1,88%,
- протестанты — 0,28%,
- православные — 0,19%,
- не считают себя верующими или не принадлежат к одной вышеупомянутой церкви — 1,31%